# 牧野塁
牧野 塁（まきの るい、1974年7月17日 - ）は、東京都出身の元プロ野球選手（投手）、野球解説者、野球監督、プロ野球コーチ。右投右打。

## 経歴

### プロ入り前
横浜・緑東シニアから山梨学院大学附属高校へ進み、2年秋の県大会で優勝するが関東大会では初戦で大友進が先発する日立工に敗退。3年夏は県大会準々決勝で延長12回を投げて14奪三振も惜敗。
1992年度ドラフト会議にてオリックス・ブルーウェーブから3位指名を受けて入団。

### オリックス時代
1993年9月24日の対千葉ロッテマリーンズ戦（グリーンスタジアム神戸）でプロ初登板初先発を果たしたが6回0/3を3失点（自責点1）で敗戦投手となった。この年は3試合に登板したが勝ち星は得られなかった。同年以降は毎年一軍登板していたものの、登板数は10試合前後にとどまった。
2000年は中継ぎで34試合に登板し、防御率3.14と比較的安定した投球を見せた。
2001年は3試合、2002年は7試合と、登板数が激減した。
2003年は自己最多の49試合に登板した。先発での登板も10試合あり、自身初のシーズン100投球回に到達した。しかし、この年のオリックスの投手陣はチーム防御率がリーグ5位の日本ハムファイターズ（4.88）より1点以上も悪い5.95の最下位であり、牧野も防御率5.05と安定感を欠き、チーム防御率に足並みを揃える形となった。オフに斉藤秀光・谷中真二との2対2の交換トレードで、葛城育郎と共に阪神タイガースへ移籍した。

### 阪神時代
2004年は中継ぎで27試合に登板して防御率2.48と、安定した投球を見せた。
2005年はチームの新しいリリーフ陣であるJFKの球史に残る鉄壁のリレーが確立されたこともあり、2試合しか登板できなかった。
2006年はウエスタンリーグで20試合に登板して自責点0の好成績だったが、一軍では前年に確立したJFKリレーが充実していたこともあり昇格は叶わず、シーズン途中に坂克彦との交換トレードで東北楽天ゴールデンイーグルスへ移籍した。

### 楽天時代
2006年9月22日の西武戦に先発し、7回を無失点に抑え勝利投手となる。一軍で7回までを無失点に抑えたのは自身初であった。同年は15試合に登板（先発5回）して、2勝0敗0S、投球回43.1、31奪三振、防御率2.49という好成績を残した。
2007年は18試合に登板したが1勝に留まった。
2008年は1試合しか登板機会がなく、7月18日に佐竹健太との交換トレードで広島東洋カープへ移籍した。

### 広島時代

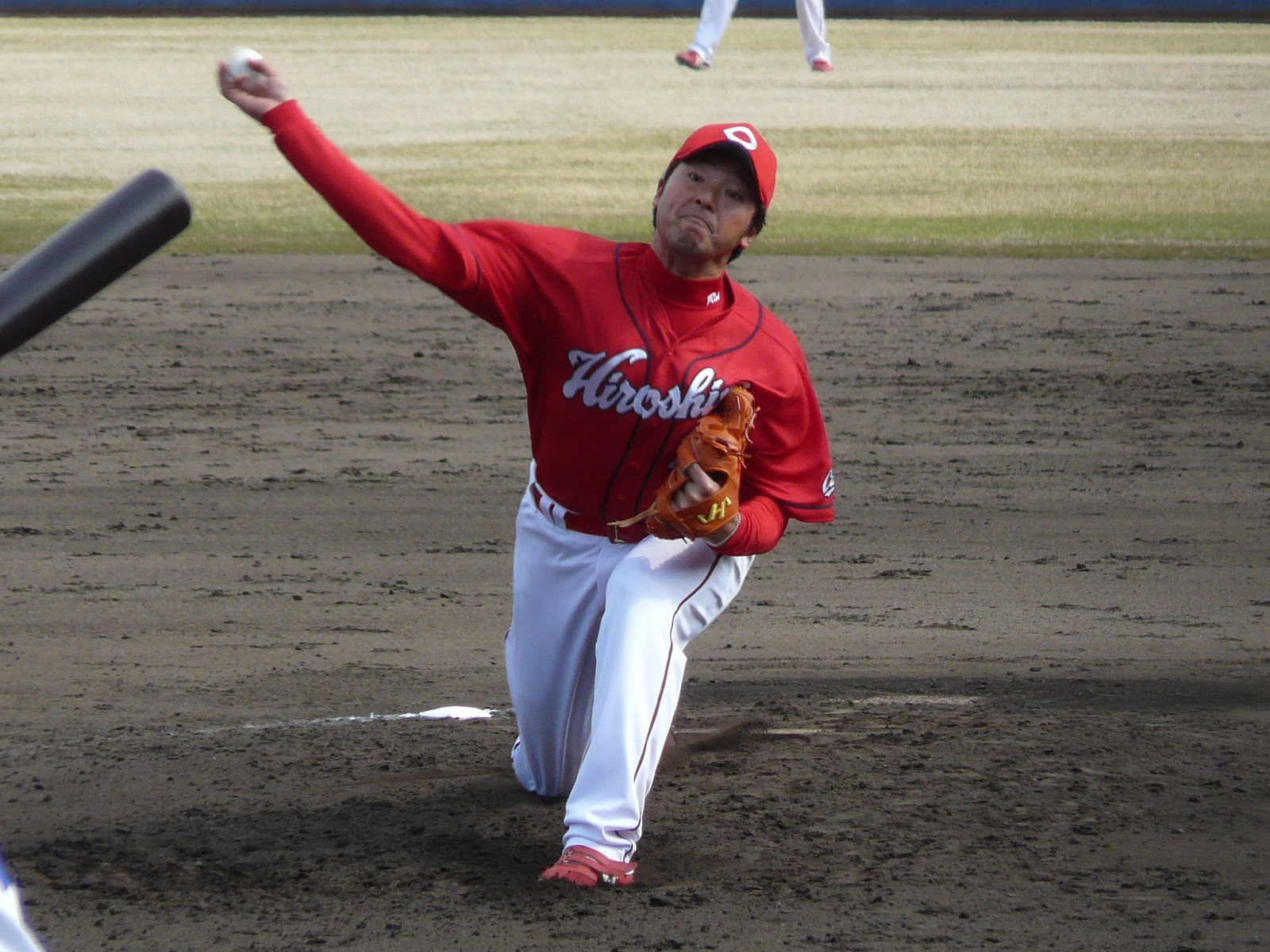
広島時代
（2009年3月31日 ナゴヤ球場にて）

移籍後は6試合に登板した。
2009年は14試合の登板に留まり、10月9日に戦力外通告を受けた。12球団合同トライアウトに参加したが、獲得球団はなく、現役を引退した。

### 引退後
2010年から2011年までの2年間横浜ベイスターズの打撃投手を務めた。2012年からは楽天の球団職員となり、楽天主催試合のテレビ（スカパー!）、インターネット中継の解説者をしながら、東北楽天ゴールデンイーグルスベースボールスクールのジュニアコーチとして子供達に野球指導をおこなった。
2019年1月12日、四国アイランドリーグplusの徳島インディゴソックス監督に就任することが発表された。就任後最初のシーズンとなった2019年前期に半期優勝、および年間総合優勝を達成した。過去に徳島でリーグ優勝を達成した監督（ほかに斉藤浩行・島田直也・養父鐵）はいずれもその時点でNPBでの指導者歴を持たなかったが、牧野もそれに続く形となった。BCリーグ優勝チームの栃木ゴールデンブレーブスと対戦したグランドチャンピオンシップも3勝2敗で制し、就任初年度で「独立リーグ日本一」となった。選手育成でも手腕を発揮し、ドラフト会議では上間永遠、岸潤一郎が埼玉西武ライオンズの7、8位、平間隼人が読売ジャイアンツの育成1位で指名された。球団は牧野の手腕を見込み、シーズン途中から翌年の続投に向けて交渉を進めたが、10月のプロ野球・ドラフト会議後に牧野から出された金銭面などの条件で折り合いが付かず、シーズン終了後の11月9日、任期満了と「一身上の都合」を理由に退任することが発表された。
同年11月10日にBCリーグの群馬ダイヤモンドペガサス監督に就任予定と報じられ、11月15日に正式に就任が発表された。就任から2シーズン目となる2021年にリーグ優勝を達成し、アイランドリーグとBCリーグの両方で優勝監督となった。群馬では通算3シーズン指揮を執り、2022年シーズン終了後に任期満了による退任が発表された。
2022年12月28日、2023年1月1日付でオリックス・バファローズのスカウトに就任することが発表された。1年間スカウトを務めた後、12月2日、2024年からは投手コーチとして現場復帰する事が発表された。2025年からは一軍・二軍の肩書がつくようになり、役職は二軍投手コーチとなった。

## 選手としての特徴
150km/hを超える速球とスライダーで投球の大半を組み立てるが、制球に難があり毎年のようにフォーム改造があり当初はオーバースローだったが最終的にはスリークォーターに落ち着いた。

## 詳細情報

### 年度別投手成績
| 年 度      | 球 団      | 登 板 | 先 発 | 完 投 | 完 封 | 無 四 球 | 勝 利 | 敗 戦 | セ 丨 ブ | ホ 丨 ル ド | 勝 率 | 打 者 | 投 球 回 | 被 安 打 | 被 本 塁 打 | 与 四 球 | 敬 遠 | 与 死 球 | 奪 三 振 | 暴 投 | ボ 丨 ク | 失 点 | 自 責 点 | 防 御 率 | W H I P |
| ---------- | ---------- | ----- | ----- | ----- | ----- | -------- | ----- | ----- | -------- | ----------- | ----- | ----- | -------- | -------- | ----------- | -------- | ----- | -------- | -------- | ----- | -------- | ----- | -------- | -------- | ------- |
| 1993       | オリックス | 3     | 2     | 0     | 0     | 0        | 0     | 2     | 0        | --          | .000  | 55    | 12.0     | 11       | 2           | 9        | 0     | 0        | 12       | 0     | 0        | 10    | 8        | 6.00     | 1.67    |
| 1994       | オリックス | 5     | 0     | 0     | 0     | 0        | 0     | 0     | 0        | --          | ----  | 19    | 4.0      | 3        | 1           | 4        | 0     | 0        | 4        | 0     | 0        | 3     | 3        | 6.75     | 1.75    |
| 1995       | オリックス | 2     | 0     | 0     | 0     | 0        | 0     | 0     | 0        | --          | ----  | 15    | 2.2      | 6        | 1           | 1        | 0     | 0        | 4        | 0     | 0        | 5     | 5        | 16.88    | 2.63    |
| 1996       | オリックス | 7     | 3     | 0     | 0     | 0        | 2     | 1     | 0        | --          | .667  | 98    | 21.2     | 19       | 3           | 13       | 2     | 1        | 14       | 0     | 1        | 10    | 9        | 3.74     | 1.48    |
| 1997       | オリックス | 11    | 0     | 0     | 0     | 0        | 1     | 2     | 0        | --          | .333  | 69    | 15.1     | 19       | 6           | 4        | 0     | 0        | 21       | 3     | 0        | 13    | 13       | 7.63     | 1.50    |
| 1998       | オリックス | 1     | 0     | 0     | 0     | 0        | 0     | 0     | 0        | --          | ----  | 6     | 0.2      | 0        | 0           | 4        | 0     | 0        | 1        | 0     | 0        | 1     | 1        | 13.50    | 6.00    |
| 1999       | オリックス | 17    | 1     | 0     | 0     | 0        | 1     | 1     | 0        | --          | .500  | 88    | 20.1     | 22       | 4           | 7        | 0     | 1        | 23       | 1     | 0        | 12    | 8        | 3.54     | 1.43    |
| 2000       | オリックス | 34    | 0     | 0     | 0     | 0        | 2     | 3     | 2        | --          | .400  | 212   | 48.2     | 36       | 8           | 33       | 0     | 1        | 44       | 2     | 0        | 19    | 17       | 3.14     | 1.42    |
| 2001       | オリックス | 3     | 0     | 0     | 0     | 0        | 1     | 0     | 0        | --          | 1.000 | 15    | 3.1      | 3        | 1           | 1        | 0     | 0        | 5        | 0     | 0        | 2     | 1        | 2.70     | 1.20    |
| 2002       | オリックス | 7     | 0     | 0     | 0     | 0        | 0     | 1     | 0        | --          | .000  | 36    | 8.2      | 8        | 2           | 1        | 0     | 1        | 7        | 0     | 0        | 6     | 6        | 6.23     | 1.04    |
| 2003       | オリックス | 49    | 10    | 0     | 0     | 0        | 2     | 7     | 0        | --          | .222  | 458   | 101.2    | 112      | 15          | 46       | 0     | 3        | 86       | 4     | 0        | 64    | 57       | 5.05     | 1.55    |
| 2004       | 阪神       | 27    | 0     | 0     | 0     | 0        | 1     | 0     | 0        | --          | 1.000 | 139   | 32.2     | 32       | 3           | 11       | 0     | 0        | 33       | 4     | 0        | 9     | 9        | 2.48     | 1.32    |
| 2005       | 阪神       | 2     | 0     | 0     | 0     | 0        | 0     | 0     | 0        | 0           | ----  | 11    | 2.0      | 2        | 2           | 3        | 0     | 0        | 2        | 0     | 0        | 2     | 2        | 9.00     | 2.50    |
| 2006       | 楽天       | 15    | 5     | 0     | 0     | 0        | 2     | 0     | 0        | 1           | 1.000 | 181   | 43.1     | 41       | 7           | 11       | 0     | 1        | 31       | 4     | 0        | 14    | 12       | 2.49     | 1.20    |
| 2007       | 楽天       | 18    | 4     | 0     | 0     | 0        | 1     | 3     | 0        | 3           | .250  | 154   | 34.0     | 41       | 7           | 13       | 0     | 0        | 29       | 1     | 0        | 24    | 19       | 5.03     | 1.59    |
| 2008       | 楽天       | 1     | 0     | 0     | 0     | 0        | 0     | 0     | 0        | 0           | ----  | 5     | 1.0      | 2        | 1           | 0        | 0     | 0        | 1        | 0     | 0        | 1     | 1        | 9.00     | 2.00    |
| 2008       | 広島       | 6     | 2     | 0     | 0     | 0        | 0     | 1     | 0        | 0           | .000  | 72    | 15.1     | 18       | 2           | 9        | 0     | 1        | 7        | 0     | 0        | 9     | 6        | 3.52     | 1.76    |
| '08計      | 広島       | 7     | 2     | 0     | 0     | 0        | 0     | 1     | 0        | 0           | .000  | 77    | 16.1     | 20       | 3           | 9        | 0     | 1        | 8        | 0     | 0        | 10    | 7        | 3.86     | 1.78    |
| 2009       | 広島       | 14    | 0     | 0     | 0     | 0        | 0     | 2     | 0        | 0           | .000  | 87    | 21.1     | 18       | 5           | 5        | 0     | 1        | 13       | 1     | 0        | 10    | 10       | 4.22     | 1.08    |
| 通算：17年 | 通算：17年 | 222   | 27    | 0     | 0     | 0        | 13    | 23    | 2        | 4           | .361  | 1720  | 388.2    | 393      | 70          | 175      | 2     | 10       | 337      | 20    | 1        | 214   | 187      | 4.33     | 1.46    |

### 記録
初記録
- 初登板・初先発：1993年9月24日、対千葉ロッテマリーンズ23回戦（グリーンスタジアム神戸）、6回0/3を3失点（自責点1）で敗戦投手
- 初奪三振：同上、1回表に堀幸一から
- 初勝利・初先発勝利：1996年5月26日、対近鉄バファローズ11回戦（藤井寺球場）、5回0/3を2失点
- 初セーブ：2000年4月14日、対福岡ダイエーホークス1回戦（グリーンスタジアム神戸）、8回表に2番手で救援登板・完了、2回無失点
- 初ホールド：2006年8月12日、対西武ライオンズ13回戦（インボイスSEIBUドーム）、9回裏に5番手で救援登板、1回無失点

### 背番号
- 61（1993年 - 1996年）
- 13（1997年 - 2003年、2008年途中 - 2009年）
- 35（2004年 - 2006年途中）
- 53（2006年途中 - 2007年）
- 14（2008年 - 同年途中）
- 102（2010年 - 2011年）
- 79（2019年）
- 77（2020年）
- 61（2021年 - 2022年）
- 73（2024年 - ）